# クワンティコ/FBIアカデミーの真実
『クワンティコ/FBIアカデミーの真実』（クワンティコ/エフ・ビー・アイアカデミーのしんじつ、原題：Quantico）は、アメリカ合衆国・ABCスタジオ制作、2015年9月27日から2018年8月3日までABCテレビで放送されていたテレビドラマ。全3シーズン57話。製作総指揮はマーク・ゴードン、ジョシュア・サフラン。
FBIアカデミーを舞台に、FBI捜査官候補生たちのトレーニングや人間関係、卒業後に現場に配置され、次々に起こる事件の真相の解決に奔走する姿を描く。タイトルの「クワンティコ」とは、FBIアカデミーが所在するバージニア州スタフォード郡にある町の名前である。

## キャスト

### 主要人物
アレックス・パリッシュ
演 -プリヤンカー・チョープラー（日本語吹替：木下紗華）
テロ事件の容疑者にされたFBI捜査官候補生。
リアム・オコナー
演 -ジョシュ・ホプキンス（日本語吹替：咲野俊介）
クワンティコの教官。
ライアン・ブース
演 -ジェイク・マクラフリン（日本語吹替：土田大）
リアムの命令で潜入した。
ミランダ・ショウ
演 -アーンジャニュー・エリス（日本語吹替：高乃麗）
クワンティコの教官。
ケイレブ・ハース
演 -グレアム・ロジャース（日本語吹替：西谷修一）
父親はFBIで、母親は上院議員。
ニマ・アミン/レイナ
演 -ヤスミーン・アル＝マスリー（日本語吹替：小林希唯）
双子を隠していた。
シェルビー・ワイアット
演 -ジョアンナ・ブラッディ（日本語吹替：森千晃）
親をアメリカ同時多発テロ事件で亡くした。
サイモン・アッシャー
演 -テイト・エリントン（日本語吹替：徳本恭敏）
公認会計士。
ナタリー・ヴァスケス
演 -アナベル・アコスタ（日本語吹替：藤田奈央）
オーウェン・ホール
演 -ブレア・アンダーウッド（日本語吹替：石井康嗣）
シーズン2より登場するファームの教官。

### その他の人物
クレイトン・ハース
演 -マーク・ペルグリノ（日本語吹替：）
ケイレブの父親でFBI部長。
クレア・ハース
演 -マーシャ・クロス（日本語吹替：）
ケイレブの母で上院議員。
マシュー・キーズ
演 -ヘンリー・ツェニー（日本語吹替：）
CIAの特別捜査官。
ヘンリー・ロアーク
演 -デニス・ボウトシカリス（日本語吹替：）
シーズン2に登場する下院議長。
ハリー・ドイル
演 -ラッセル・トーヴィー（日本語吹替：）
シーズン2から登場するファームの訓練生。

## エピソード一覧

### シーズン一覧
| シーズン | シーズン | エピソード | 米国での放送日 | 米国での放送日 |
| シーズン | シーズン | エピソード | 初回           | 最終回         |
| -------- | -------- | ---------- | -------------- | -------------- |
|          | 1        | 22         | 2015年9月27日  | 2016年5月15日  |
|          | 2        | 22         | 2016年9月25日  | 2017年5月15日  |
|          | 3        | 13         | 2018年4月26日  | 2018年8月3日   |

### シーズン1 （2015年 - 2016年）
| 通算 | 話数 | タイトル           | 原題     | 監督                         | 米国放送日     | 視聴者数 (万人) |
| ---- | ---- | ------------------ | -------- | ---------------------------- | -------------- | --------------- |
| 1    | 1    | 逃亡の始まり       | Run      | Marc Munden                  | 2015年9月25日  | 714             |
| 2    | 2    | 敵と味方           | America  | Stephen Kay                  | 2015年10月4日  | 698             |
| 3    | 3    | 裏切りの影         | Cover    | ジェニファー・リンチ         | 2015年10月11日 | 575             |
| 4    | 4    | 射殺命令           | Kill     | Rachel Morrison              | 2015年10月18日 | 530             |
| 5    | 5    | 無実の訴え         | Found    | David McWhirter              | 2015年10月25日 | 510             |
| 6    | 6    | 監視の任務         | God      | Peter Leto                   | 2015年11月1日  | 405             |
| 7    | 7    | 犠牲の精神         | Go       | Patrick Norris               | 2015年11月8日  | 438             |
| 8    | 8    | 一大決心           | Over     | ジェームズ・ホイットモア・Jr | 2015年11月15日 | 420             |
| 9    | 9    | 仕込まれた証拠     | Guilty   | Stephen Kay                  | 2015年11月29日 | 407             |
| 10   | 10   | 残酷な真実         | Quantico | ポール・エドワーズ           | 2015年12月6日  | 439             |
| 11   | 11   | 2発目の爆弾        | Inside   | トール・フロイデンタール     | 2015年12月13日 | 456             |
| 12   | 12   | ターニングポイント | Alex     | Jamie Payne                  | 2016年3月6日   | 375             |
| 13   | 13   | 恐怖の足音         | Clear    | Jamie Barber                 | 2016年3月13日  | 396             |
| 14   | 14   | 答えを求めて       | Answer   | ジェニファー・リンチ         | 2016年3月20日  | 354             |
| 15   | 15   | 憎悪と偏見         | Turn     | David McWhirter              | 2016年3月27日  | 339             |
| 16   | 16   | 黒幕の狙い         | Clue     | Steve Robin                  | 2016年4月3日   | 368             |
| 17   | 17   | 裏切りの連鎖       | Care     | Felix Enríquez Alcala        | 2016年4月10日  | 357             |
| 18   | 18   | 危険な駆け引き     | Soon     | P. J. Pesce                  | 2016年4月17日  | 366             |
| 19   | 19   | 将来の選択         | Fast     | J. Miller Tobin              | 2016年4月24日  | 346             |
| 20   | 20   | 自信と過信         | Drive    | ロン・アンダーウッド         | 2016年5月1日   | 337             |
| 21   | 21   | それぞれの決断     | Right    | Holly Dale                   | 2016年5月8日   | 348             |
| 22   | 22   | 新たな挑戦         | Yes      | Larry Teng                   | 2016年5月15日  | 378             |

### シーズン2 （2016年 - 2017年）
| 通算 | 話数 | タイトル           | 原題         | 監督                 | 米国放送日     | 視聴者数 (万人) |
| ---- | ---- | ------------------ | ------------ | -------------------- | -------------- | --------------- |
| 23   | 1    | 新しい任務         | Kudove       | Patrick Norris       | 2016年9月25日  | 364             |
| 24   | 2    | 見えない脅威       | Lipstick     | Patrick Norris       | 2016年10月2日  | 357             |
| 25   | 3    | 隠された顔         | Stescalade   | ジェニファー・リンチ | 2016年10月16日 | 304             |
| 26   | 4    | 緊迫の中の平静     | Kubark       | Steve Robin          | 2016年10月23日 | 279             |
| 27   | 5    | 明かされた素性     | Kmforget     | ジェニファー・リンチ | 2016年10月30日 | 243             |
| 28   | 6    | 極限状態での決断   | Aquiline     | Hanelle Culpepper    | 2016年11月6日  | 220             |
| 29   | 7    | 限界を超えて       | Lcflutter    | Steve Robin          | 2016年11月13日 | 275             |
| 30   | 8    | 裏切りと真実       | Odenvy       | Reza Tabrizi         | 2016年11月27日 | 229             |
| 31   | 9    | 誘惑のワナ         | Cleopatra    | ギデオン・ラフ       | 2017年1月23日  | 290             |
| 32   | 10   | 傷だらけの駆け引き | Jmpalm       | David McWhirter      | 2017年1月30日  | 276             |
| 33   | 11   | 敵陣からの脱出     | Zrtorch      | Kenneth Fink         | 2017年2月6日   | 268             |
| 34   | 12   | 交錯する思惑       | Fallenoracle | ラルフ・ヘメッカー   | 2017年2月13日  | 243             |
| 35   | 13   | 終結と課題         | Epicshelter  | Constantine Makris   | 2017年2月20日  | 247             |
| 36   | 14   | 再スタート         | Lnwilt       | Norman Buckley       | 2017年3月20日  | 331             |
| 37   | 15   | 流された偽情報     | Mockingbird  | Patrick Norris       | 2017年3月27日  | 315             |
| 38   | 16   | 忍び寄る影         | Mktopaz      | Constantine Makris   | 2017年4月3日   | 296             |
| 39   | 17   | 勝敗の行方         | Odyoke       | Steve Robin          | 2017年4月10日  | 257             |
| 40   | 18   | 撤退の危機         | Kumonk       | David McWhirter      | 2017年4月17日  | 276             |
| 41   | 19   | 一網打尽           | Mhorder      | ジェニファー・リンチ | 2017年4月24日  | 259             |
| 42   | 20   | 戦いの果て         | GlobalReach  | Cherien Dabis        | 2017年5月1日   | 265             |
| 43   | 21   | 英雄たち           | Rainbow      | Patrick Norris       | 2017年5月8日   | 254             |
| 44   | 22   | 見えない明日       | Resistance   | Jim McKay            | 2017年5月15日  | 272             |

## トラブル
2018年6月1日に、インドのテロリストがパキスタンの平和協議の枠組みを妨害するため、攻撃を仕掛けるストーリーのエピソードを放送した。
ヒロインのアレックスを演じるプリヤンカー・チョープラはインド人であり、特にインドの視聴者から批判を受けた。
ABCの広報担当者は、
「ABCスタジオと、『クワンティコ』の製作陣は、最新のエピソードに嫌悪した視聴者に謝罪したいと考えています」

と声明を出した。
「エピソードは多くの感情を刺激しました。特にプリヤンカー・チョープラに向けられた不満について、彼女は指示しておらず、脚本製作にも関わっておりません。プリヤンカーはドラマに描かれたストーリーやキャスティングにも関与していません」。

更に、「『クワンティコ』はフィクションです。このドラマでは多様な民族や背景の敵が登場しますが、この場合は残念ながら、私たちの不注意から、複雑な政治問題に突き当りました。誰かを怒らせる意図は全くありませんでした。」
と謝罪した。
尚、ドラマ自体の打ち切りは同年5月に発表されており、上記の件とは一切無関係である。